# Dekanat Orzesze
Dekanat Orzesze – jeden z 37 dekanatów katolickich w archidiecezji katowickiej. W jego skład wchodzą następujące parafie:
- Parafia św. Jana Chrzciciela w Jaśkowicach (Orzesze)
- Parafia św. Michała Archanioła w Ornontowicach
- Parafia Nawiedzenia NMP w Orzeszu
- Parafia św. Wawrzyńca w Orzeszu
- Parafia Trójcy Przenajświętszej w Palowicach
- Parafia św. Apostołów Piotra i Pawła w Woszczycach (Orzesze)
- Parafia Przemienienia Pańskiego w Zawadzie (Orzesze)
- Parafia Męczeństwa św. Jana Chrzciciela w Zawiści (Orzesze)
- Parafia Miłosierdzia Bożego w Zazdrości (Orzesze)